# Железничка станица Змајево
Железничка станица Змајево је једна од железничких станица на прузи Београд—Суботица. Налази се у насељу Змајево у општини Врбас. Пруга се наставља у једном смеру ка Врбасу и у другом према Кисачу. Железничка станица Змајево састоји се из 5 колосека.